# Gerd-e Shīlān
Gerd-e Shīlān (persiska: گرد شیلان) är en ort i Iran.   Den ligger i provinsen Västazarbaijan, i den nordvästra delen av landet, 500 km väster om huvudstaden Teheran. Gerd-e Shīlān ligger 1 686 meter över havet och antalet invånare är 210.
Terrängen runt Gerd-e Shīlān är kuperad. Runt Gerd-e Shīlān är det ganska tätbefolkat, med 93 invånare per kvadratkilometer. Närmaste större samhälle är Nestān, 7,9 km väster om Gerd-e Shīlān. Trakten runt Gerd-e Shīlān består i huvudsak av gräsmarker.